# Ган Чинг Хви
Ган Чинг Хви (кин: 颜清辉, романизовано Gan Ching Hwee; Сингапур, 22. јул 2003) сингапурска је пливачица чија ужа специјалност су дугопругашке трке слободним стилом. Национална је рекордерка у трци на 1.500 метара слободним стилом у великим базенима.

## Спортска каријера
Ган је међународну пливачку каријеру започела 2017. такмичећи се на митинзима светског купа у малим базенима. први запаженији резултат у каријери остварила је већ наредне године, на Олимпијским играма младих у Буенос Ајресу где је заузела високо шесто место у финалу трке на 800 метара слободним стилом. Исте године дебитовала је и за сениорску репрезентацију своје земље на Азијским играма чији домаћин је била Џакарта, а где је пливала у финалним тркама све три дугопругашке трке слободним стилом.
На светским првенствима је дебитовала у корејском Квангџуу 2019. где је пливала у квалификацијама све три појединачне дугопругашке трке слободним стилом — 28. на 400 м, 23. на 800 м и 21. место на 1.500 м — те у тркама штафета на 4×200 слободно (13. место).